# ژان بوفتی
ژان بوفتی (فرانسوی: Jean Boffety‎؛ ۷ ژوئن ۱۹۲۵ – ۲۵ ژوئن ۱۹۸۸) فیلم‌بردار موج نوی فرانسه بود. وی با کارگردانان بزرگی چوت روبر انریکو، پیر اتکس و کلود سوته همکاری کرد.
از فیلم‌ها یا مجموعه‌های تلویزیونی که وی در آن‌ها نقش داشته‌است، می‌توان به کوئینتت، یک پسر بد، پروانه روی شانه، یک داستان ساده، یک دنیای تازه، ماجراجویان، دوستت دارم، دوستت دارم و چیزهای زندگی اشاره نمود.